# Chaumont-sur-Aire
Chaumont-sur-Aire é uma comuna francesa na região administrativa de Grande Leste, no departamento de Meuse. Estende-se por uma área de 9,92 km². Em 2010 a comuna tinha 129 habitantes (densidade: 13 hab./km²).